# Banyakeilanden

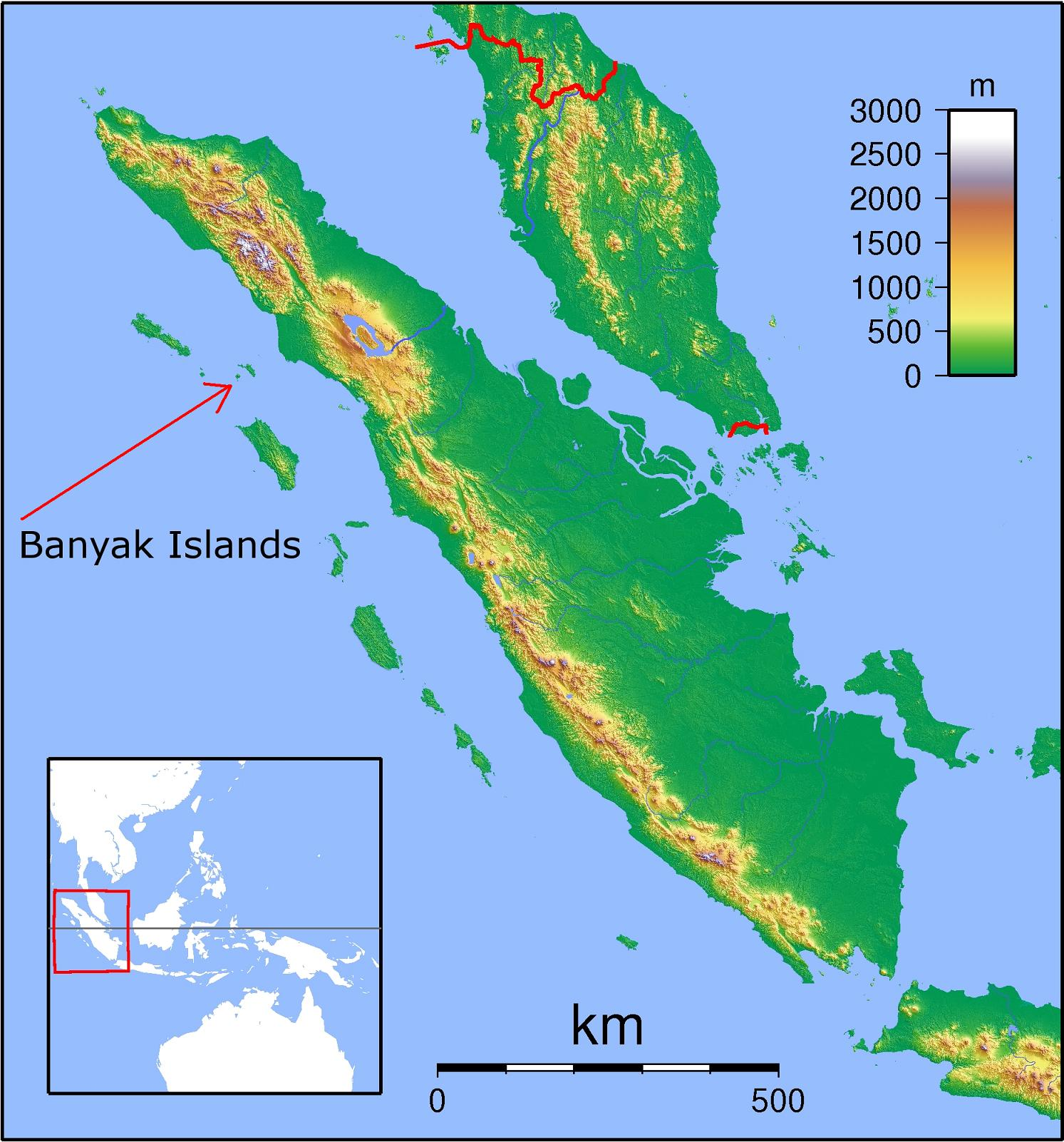
Ligging van de Banyakeilanden

De Banyakeilanden zijn een verzameling van 50 relatief kleine eilanden, van Nias tot Simeulue, langs de kust van Sumatra in Indonesië. De meeste eilanden zijn onbewoond. De meeste inwoners zijn afkomstig van Nias of het midden van Sumatra.
De eilanden zijn bestuurlijk ingedeeld als een onderdistrict in het regentschap Aceh Singkil in de provincie Atjeh. Het onderdistrict telt 6570 inwoners (volkstelling 2010).
- Asantola (inwoners: 562)
- Ujung Sialit (inwoners: 1093)
- Pulau Baguk (inwoners: 1358)
- Pulau Balai (inwoners: 1608)
- Teluk Nibung (inwoners: 950)
- Haloban (inwoners: 830)
- Suka Makmur (inwoners: 169)

Op het eiland Pulau Balai ligt de nederzetting met de meeste bewoners (1608 in 2010). Het grootste eiland is Pulau Tuangku dat 206 km² groot is met een maximale hoogte van 315 m boven de zeespiegel; de grootste nederzetting daar heet Haloban (Alaban). Ujung Sialit en Asantola liggen ook op dit eiland.
In 2008 vonden 300 toeristen hun weg naar deze eilanden. Vanaf de hoofdplaats van het regentschap Singkil op Sumatra vertrekken boten naar deze eilanden.